# Герб Пярну
Ге́рб Пя́рну (ест. Pärnu vapp) — офіційний символ міста Пярну, адміністративного центру повіту Пярнумаа в Естонії.

## Опис
| У синьому полі в правому верхньому куті срібна хмара, з якої виходить рука з червоним рукавом, що тримає золотий хрест. Ліворуч від хреста вертикальний золотий ключ, вушком вниз, боріздкою вправо. |

## Історія

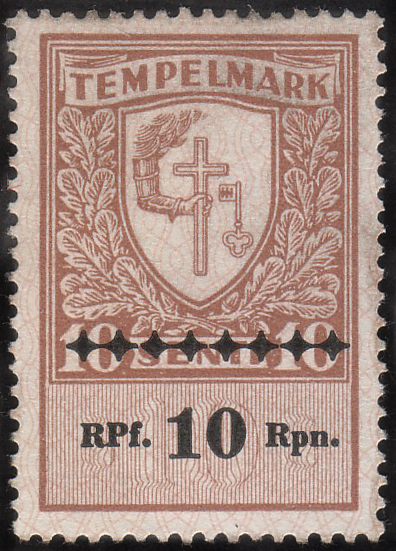
Герб Пярну на поштовій марці, випущеній 15 лютого 1925 року

Протягом історичного розвитку міста Пярну його герб практично не змінювався, окрім деталей його оформлення та елементів зображення. Традиційні символи — рука з хрестом та ключ — зустрічаються ще на міській печатці 1361 року.
На гербі міста 1730 року в овальному щиті було зображено ті ж самі елементи, що й в сучасному; лише хрест і ключ були не золотого, а срібного кольору. 4 жовтня 1788 року герб було офіційно затверджено у французькому щиті, вже із золотими символами.
У 1868 році було розроблено проект герба Пярну авторства Б. В. Кене. Історичний герб зі срібними елементами увінчувався стінною короною; у вільній частині знаходився герб Ліфляндської губернії. За щитом мали розміщуватись два золотих перехрещених якорі, перевиті Олександрівською стрічкою.
Герб Пярну в його сучасному вигляді був затверджений в 1993 році.